# Nantechild
Nantechild (auch Nanthild) († 642) war eine Sächsin am austrasischen Hof, die im 7. Jahrhundert erst Frau und Witwe eines Königs und dann Königinmutter und Regentin dessen Sohnes war.

## Leben
Der Merowingerkönig Dagobert I. nahm sie im Jahre 629 zur Frau, nachdem er seine bisherige Frau Gomatrud verstoßen hatte. 634 wurde der gemeinsame Sohn Chlodwig II. geboren. Im Jahre 639 starb Dagobert I. Chlodwig II. wurde König von Neustrien-Burgund.
Die Regentschaft übernahmen der Hausmeier Aegas und Königin Nanthild. Der Königsschatz Dagoberts I. wurde in drei Teile geteilt: Sigibert III., Chlodwig II. und Nanthild erhielten jeweils einen Teil – Nanthilds Wichtigkeit als Regentin wurde damit betont.
Als im Jahre 641 Aegas Schwiegersohn einen Mord vor Gericht beging, autorisierte Nanthild die Rache der Familie des Opfers.
Im Jahr 642, ihrem Todesjahr, überzeugte Nanthild die Burgunder, das Amt des Hausmeiers wieder einzuführen. Sie schien auch selbst dieses Amt mit einem ihrer Getreuen, dem Franken Flaochad, besetzt zu haben. Zur Stärkung der Bindung zwischen Flaochad und Nanthild heiratete dieser die Nichte der Regentin.
Mit der Einrichtung des Hausmeieramtes in Burgund versuchte Nanthild, eine Stärkung der Zentralgewalt zu erreichen: Jedoch konnte sich nach ihrem Tod das Hausmeieramt in Burgund nicht lange halten und wurde 662 unter dem neustrischen Hausmeier Ebroin in Personalunion vereinigt.
Nantechild wurde in der Grablege der französischen Könige, der Basilika Saint-Denis, beigesetzt. Bei der Plünderung der Königsgräber von Saint-Denis während der Französischen Revolution wurde ihr Grab am 19. Oktober 1793 geöffnet und geplündert, ihre Überreste wurden in einem Massengrab außerhalb der Kirche beerdigt.